# The Talk of the Town (1918)
The Talk of the Town é um filme de comédia mudo norte-americano de 1918, dirigido por Allen Holubar e estrelado por Lon Chaney.
Não tem nenhuma relação com o filme de 1942, The Talk of the Town, estrelado por Cary Grant e Ronald Colman.

## Elenco
- Dorothy Phillips - Genevra francesa
- George Fawcett - Major francês
- Clarissa Selwynne - Tia Harriet
- Zasu Pitts
- William Stowell - Lawrence Tabor
- Lon Chaney - Jack Lanchome
- Gloria Joy - Genevra, 5 anos
- Una Fleming - Dançarina
- Norman Kerry
- Charles Hill Mailes